# Список серій телесеріалу «Шибайголова»
«Шибайголова» (англ. Daredevil) — американський телесеріал, створений Дрю Годдардом та ABC Studios для компанії Netflix, і заснований на однойменному персонажі коміксів Marvel. Входить до кіновсесвіту Marvel і є частиною франшизи «Сага Захисників».

## Огляд
| Сезон | Сезон | Серій | Прем'єра        |
| ----- | ----- | ----- | --------------- |
|       | 1     | 13    | 10 квітня 2015  |
|       | 2     | 13    | 18 березня 2016 |
|       | 3     | 13    | 19 жовтня 2018  |

## Перший сезон (2015)
| No. | Назва                                             | Режисер           | Сценарист                         | Дата показу    |
| --- | ------------------------------------------------- | ----------------- | --------------------------------- | -------------- |
| 1 | «На рингу» «Into the Ring»                        | Філ Абрахам       | Дрю Годдард                       | 10 квітня 2015 |
| Метт Мердок починає свою кар'єру адвоката і відкриває юридичну фірму зі своїм другом, Фоггі Нельсоном. Їхнім першим клієнтом стає Карен Пейдж, секретарка будівельної компанії «Об'єднані Конструкції», яку було звинувачено у вбивстві свого товариша по службі Деніела Фішера. Метт, надягнувши маску месника, захищає Карен від переслідувачів та доводить, що вона не винна. Джеймс Веслі, що працює на Вілсона Фіска, покриває причетність свого роботодавця до скандалу, в той час як російська мафія викрадає молодого хлопчика, щоб заманити Метта в пастку. Карен, в подяку за підтримку і увагу, наймається секретарем в адвокатську контору «Нельсон & Мердок». |                                                   |                   |                                   |                |
| 2 | «Поранений» «Cut Man»                             | Філ Абрахам       | Дрю Годдард                       | 10 квітня 2015 |
| Після того, як Метт потрапив у пастку росіян, його в костюмі месника знаходить в сміттєвому баку медсестра Клер Темпл, яка відносить його в свою квартиру і надає медичну допомогу. Один з росіян, яких відправили на пошуки «месника», виявляє Клер і Метта, але той вже в змозі вступити в бій і знешкодити нападника, після чого він катує росіянина, щоб з'ясувати місце розташування викраденого хлопчика. Методом виключення Метт з'ясовує, в якій будівлі знаходиться хлопчик, нападає на членів російської мафії і рятує заручника, повернувши його додому. |                                                   |                   |                                   |                |
| 3 | «Кролик серед завірюхи» «Rabbit in a Snowstorm»   | Адам Кейн         | Марко Рамірез                     | 10 квітня 2015 |
| Джеймс Веслі наймає "Нельсон & Мердок", щоб захищати Джона Хілла, підозрюваного у вбивстві ватажка місцевої банди. Підозрюючи, що Веслі пов'язаний з "Об'єднаними конструкціями", Метт переконує присяжних у невинності Хілла і того відпускають, а Метт в образі месника знову знаходить Хілла і допитує його. Джон змушений назвати свого наймача, Вілсона Фіска. Після він забирає свої слова назад, попередивши, що в небезпеці не тільки той, хто шукає Фіска, але і всі близькі цієї людини, а після здійснює самогубство. Тим часом Карен наймає репортера Бена Уріха, щоб знайти ланцюжок доказів, від "Об'єднаних Конструкцій" до вбивства Деніела Фішера. Вілсон Фіск власною персоною з'являється в одній з картинних галерей і купує картину у куратора галереї, Ванесси Маріанни.                                                                    |                                                   |                   |                                   |                |
| 4 | «У крові» «In the Blood»                          | Кен Джиротті      | Джо Покаскі                       | 10 квітня 2015 |
| Фіск тисне на лідерів російської мафії, Анатолія та Володимира, щоб ті якнайшвидше знайшли месника. З'ясувавши, що Клер пов'язана із ним, вони викрадають її, щоб заманити Метта в пастку. Однак Метт уникає пастки і звільняє Клер. Тим часом Фіск запрошує на побачення Ванессу, але це побачення псує раптова поява Анатолія, в результаті чого у Ванесси зародилися підозри щодо діяльності Фіска. Розлючений, Вілсон нападає на Анатолія, б'є і відрізає йому голову автомобільними дверима, після чого наказує кинути тіло там, де Володимир знайде його, а також залишити на тілі маску месника, щоб підставити Метта. Тим часом Бен Уріх з крайнім невдоволенням приймає допомогу Карен, після того, як вона приходить на аукціон з розпродажу обладнання вже не існуючих "Об'єднаних Конструкцій".                                                       |                                                   |                   |                                   |                |
| 5 | «Світ у вогні» «World on Fire»                    | Фаррен Блекберн   | Люк Калто                         | 10 квітня 2015 |
| Метт шукає Володимира, який упевнений, що месник вбив його брата і є найманцем Фіска. Фіск вибачається перед Ванессою за зірване побачення і пояснює їй, що потрібно зруйнувати стару Пекельну Кухню перш, ніж побудувати нову. Ванесса приймає його вибачення і цінує його чесність. Метт знаходить притулок Володимира, але перш ніж може щось зробити, Фіск починає серії вибухів, які знищили всі притулки росіян. |                                                   |                   |                                   |                |
| 6 | «Приречені» «Condemned»                           | Гай Ферленд       | Джо Покаскі і Марко Рамірес       | 10 квітня 2015 |
| Фіск відправляє корумпованих поліцейських, щоб добити Метта та Володимира, а Метт відбивається від них. Володимир, все більше переконуючись, що месник не працює на Фіска і не вбивав його брата, приходить до висновку, що Фіск хоче прибрати до рук увесь кримінальний світ Нью-Йорка. Він називає Метту ім'я: Ліланд Оулслі - бухгалтер, через якого проходять всі грошові махінації, пов'язані з незаконною діяльністю. Зрештою Метт вибирається, але Володимир гине, прикриваючи відступ. Метт дізнається, що поки він був у тунелях, його звинуватили в організації всіх вибухів, а також у вбивстві декількох поліцейських, яких насправді вбив снайпер, що працює на Фіска. |                                                   |                   |                                   |                |
| 7 | «Стік» «Stick»                                    | Бред Тернер       | Дуглас Петрі                      | 10 квітня 2015 |
| Діючи за наводкою Володимира, Метт розшукує Ліланда Оуслі, але, перш ніж Метту вдається вивідати яку-небудь інформацію, з'являється майстер Стік і Ліланд тікає. Стік заручається допомогою Метта у знищенні Чорного Неба, зброї, яку Нобу, японський партнер Фіска, повинен доставити в Нью-Йорк, але згодом з'ясовується, що це маленький хлопчик. Метт, не підозрюючи про це, нападає на порт, але стикається з групою людей Нобу, а Стік тим часом уперто шукає Чорне Небо, а коли знаходить, то вбиває його. Розлючений Метт затіває бійку зі Стіком і перемагає його, після чого той погоджується покинути місто. Наприкінці серії Стіка можна побачити в темній кімнаті із сильно понівеченою людиною, яка цікавиться , чи можна в майбутньому покладатися на Метта.                                                                                       |                                                   |                   |                                   |                |
| 8 | «Тіні на склі» «Shadows in the Glass»             | Стівен Сурджік    | Стівен С. ДеНайт                  | 10 квітня 2015 |
| Фоггі дізнається, що Карен і Бен Уріх готують нову статтю про "Об'єднані Конструкції" і вирішує допомогти їм в цій нелегкій справі. Пані Гао зустрічається з Фіском і натякає йому, що, якщо він не вирішить проблеми, то вона буде змушена працювати з іншими партнерами. Шибайголова зустрічається з Беном Уріхом і розповідає, що йому відомо про Вілсона Фіске. Ванесса Маріанна за вечерею дізнається від Фіска, що, будучи дитиною, він убив свого батька. |                                                   |                   |                                   |                |
| 9 | «Згадуючи нечистого» «Speak of the Devil»         | Нельсон МакКормік | Христос Ґейдж і Рут Флетчер Гейдж | 10 квітня 2015 |
| Метт зустрічається зі священиком, до якого він ходить на сповідь. За чашкою кави Мердок запитує, чи вірить той у Диявола. Тим часом Бен Уріх, Фоггі і Карен обговорюють появу Фіска на людях і думають, як до нього підкопатися. Метт намагається зрозуміти, що за людина Вілсон Фіск, і приходить в галерею Ванесси Маріанни під виглядом покупця картини, де несподівано з'являється сам Фіск. Повернувшись в офіс, Фоггі показує Метту їх нову вивіску "Нельсон і Мердок", але радість переривається телефонним дзвінком, в якому повідомляють про смерть господарки квартири, чиїм справою вони займалися. Дізнавшись, що це справа рук одного наркомана, Мердок одягає маску і знаходить його. Наркоман посилає його на покинутий склад на причалі. Прибувши туди, Мердок стикається із ніндзя Нобу.                                                         |                                                   |                   |                                   |                |
| 10 | «Нельсон проти Мердока» «Nelson v. Murdock»       | Фаррен Блекберн   | Люк Колто                         | 10 квітня 2015 |
| Фоггі знаходить в квартирі Метта непритомну людину в масці. Знявши маску, Нельсон виявляє, що це Мердок. Фіск зустрічається з Гао і вони обговорюють смерть Нобу і подальші дії. Бен Уріх навідується до своєї хворої дружини і йому повідомляють, що вона більше не може перебувати в лікарні. Метт розповідає Фоггі, як він став людиною в масці. Бен Уріх і Карен знаходять мати Фіска в будинку для престарілих. |                                                   |                   |                                   |                |
| 11 | «Шлях праведників» «The Path of the Righteous»    | Нік Гомес         | Стівен ДеНайт і Дуглас Петрі      | 10 квітня 2015 |
| Після того, що сталось на прийомі, Фіск привозить Ванессу в лікарню і її забирають в реанімацію. Карен приходить до Метта і намагається з'ясувати, що з ним сталося. Вона розповідає, що зуміла знайти матір Фіска і дізналася від неї те, що Фіск, будучи дитиною, вбив свого батька. Клер приходить до Метта і знову зашиває йому рани, повідомляючи, що збирається покинути місто. Фіск сидить у лікарні і обговорює з Веслі, хто міг отруїти людей на благодійному вечорі. Мердок, вистеживши «шістку» Фіска, дізнається про людину, який виготовив для нього понадлегку броню. Веслі дзвонить матері Фіска і дізнається, що до неї приходили. Мердок знаходить людину, яка шиє костюми для Фіска і просить його зробити для нього щось особливе. Веслі викрадає Карен і просить її працювати на нього, але Карен встигає вихопити пістолет та вбити Джеймса. |                                                   |                   |                                   |                |
| 12 | «Ті, кого ми покинули» «The Ones We Leave Behind» | Еврос Лін         | Дуглас Петрі                      | 10 квітня 2015 |
| Ванесса приходить до тями. Бен Уріх розмовляє з Мердоком і розповідає йому про тріади і наркотики. Карен приходить до Бена і просить опублікувати статтю про вбивство батька Фіска, але той відмовляється. Тим часом Метт вистежує кур'єра тріади, проникає на склад і знаходить там пані Гао, але їй вдається втекти. ФІск вбиває Уріха. |                                                   |                   |                                   |                |
| 13 | «Шибайголова» «Daredevil»                         | Стівен ДеНайт     | Стівен ДеНайт                     | 10 квітня 2015 |
| Фіск зустрічається з Ліландом Оулслі, викриває його в замаху на Ванессу і вбиває. Фоггі і Метт дізнаються про те, що детектив Хофман все ще живий. Нельсон і Мердок виступають адвокатами Хофмана, в результаті чого починаються численні арешти. Мердок приходить до Мелвіна і отримує від нього новий костюм. Фіск намагається втекти з Пекельної Кухні, але Метт його наздоганяє. Зрештою Фіска саджають за ґрати, а месник в масці стає Шибайголовою. |                                                   |                   |                                   |                |

## Другий сезон (2016)
| No. | Назва                                                        | Режисер           | Сценарист                            | Дата показу     |
| --- | ------------------------------------------------------------ | ----------------- | ------------------------------------ | --------------- |
| 1 | «Бабах!» «Bang»                                              | Філ Абрахам       | Дуглас Петрі і Марко Рамірез         | 18 березня 2016 |
| Після усунення Фіска з’являється нова загроза для Пекельної кухні. Мердок і Фоґґі беруться за справу клієнта зі сумнівним минулим.                                       |                                                              |                   |                                      |                 |
| 2 | «Собаки серед стрілянини» «Dogs to a Gunfight»               | Філ Абрахам       | Марко Рамірез і Дуглас Петрі         | 18 березня 2016 |
| Поки Мердок відновлюється після нападу, Фоґґі та Карен намагаються захистити свого нового клієнта як від закону, так і від нового месника Кухні.                         |                                                              |                   |                                      |                 |
| 3 | «Номер один у Нью-Йорку» «New York's Finest»                 | Марк Джобст       | Марк Верейден                        | 18 березня 2016 |
| Опинившись віч-на-віч із Карателем, Шибайголова бореться зі спокусою самосуду. Тим часом Фоґґі та Карен намагаються врятувати фірму.                                     |                                                              |                   |                                      |                 |
| 4 | «Лічилка» «Penny and Dime»                                   | Пітер Хоар        | Джон Келлі (сценарист)               | 18 березня 2016 |
| Карен розкриває шокуючі факти про Карателя, який виявляє, що за ним полює могутня сила в Пекельній кухні. Шибайголова обмірковує свої подальші дії.                      |                                                              |                   |                                      |                 |
| 5 | «Мистецтво зв’язування» «Kinbaku»                            | Флорія Сігізмонді | Лорен Шмідт-Гіссріх                  | 18 березня 2016 |
| Колишня кохана Мердока приїжджає в Пекельну кухню і перевертає його світ з ніг на голову. Карен докопується до правди про Карателя.                                      |                                                              |                   |                                      |                 |
| 6 | «Тільки жаль» «Regrets Only»                                 | Енді Ґоддард      | Снеа Курс                            | 18 березня 2016 |
| Заклятий ворог повертається з помстою, Фоґґі та Мердок ризикують фірмою, щоб відновити справедливість, а Карен бачить іншу сторону Карателя.                             |                                                              |                   |                                      |                 |
| 7 | «Semper Fidelis»                                             | Кен Гіротті       | Люк Калтекс                          | 18 березня 2016 |
| Мердок і Фоґґі беруться за справу окружного прокурора, але їхній клієнт відмовляється іти їм назустріч. Мердок намагається знайти баланс між своїми двома особистостями. |                                                              |                   |                                      |                 |
| 8 | «Тяжка провина» «Guilty as Sin»                              | Майкл Аппендаль   | Віт Андерсон                         | 18 березня 2016 |
| У той час як судовий процес над фірмою виходить з-під контролю, дехто з минулого Мердока повертається, щоб розповісти вражаючі речі про майбутнє Пекельної кухні.        |                                                              |                   |                                      |                 |
| 9 | «Сім хвилин у раю» «Seven Minutes in Heaven»                 | Стівен Сурджік    | Марко Рамірез і Лорен Шмідт-Гіссріх  | 18 березня 2016 |
| Касл отримує пропозицію, від якої не може відмовитися. Фоґґі та Мердок сумніваються в майбутньому своєї фірми, але Карен так просто не здасться.                         |                                                              |                   |                                      |                 |
| 10 | «Людина в клітці» «The Man in the Box»                       | Пітер Хоар        | Джон Келлі, Віт Андерсон і Снеа Курс | 18 березня 2016 |
| Мердок і Фоґґі потрапляють під роздачу Карателя. Карен і Мердок ідуть до істини різними шляхами.                                                                         |                                                              |                   |                                      |                 |
| 11 | «.380»                                                       | Стівен Сурджік    | Марк Верейден                        | 18 березня 2016 |
| Війна Карателя триває, і кількість жертв у Пекельній кухні зростає. Мердок намагається закінчити те, що розпочав окружний прокурор.                                      |                                                              |                   |                                      |                 |
| 12 | «Темрява в кінці тунелю» «The Dark at the End of the Tunnel» | Ейрос Лін         | Лорен Шмідт-Гіссріх і Дуглас Петрі   | 18 березня 2016 |
| Шибайголова залягає на дно, щоб врятувати старого друга. Карен іде по небезпечному сліду. Схоже, юридична фірма «Нельсон і Мердок» закінчує своє існування.              |                                                              |                   |                                      |                 |
| 13 | «Холод у Пекельній кухні» «A Cold Day in Hell's Kitchen»     | Пітер Хоар        | Дуглас Петрі і Марко Рамірез         | 18 березня 2016 |
| У фіналі сезону Шибайголова вплутується у вирішальну сутичку за власне життя і майбутнє Пекельної кухні.                                                                 |                                                              |                   |                                      |                 |

## Третій сезон (2018)
| No. | Назва                                   | Режисер             | Сценарист                     | Дата показу    |
| --- | --------------------------------------- | ------------------- | ----------------------------- | -------------- |
| 1 | «Воскресіння» «Resurrection»            | Марк Джобст         | Ерік Олесон                   | 19 жовтня 2018 |
| Розбитий фізично і духовно, Метт переосмислює своє призначення і місце в Пекельній кухні. Тим часом Фіск, перебуваючи за гратами, реалізує свій план.            |                                         |                     |                               |                |
| 2 | «Прошу» «Please»                        | Лукас Еттлін        | Джим Данн                     | 19 жовтня 2018 |
| Сумуючи за колишнім життям, Метт переживає внутрішню кризу. Фіск укладає угоду з ФБР, яка зробить із нього мішень.                                               |                                         |                     |                               |                |
| 3 | «Нічого хорошого» «No Good Deed»        | Дженніфер Ґетцінґер | Соней Гоффман                 | 19 жовтня 2018 |
| Фіск переїжджає в шикарні апартаменти під загальні протести. Метт роздумує, на що він ладен піти, аби виправити цю помилку. Мета Декса виходить на перший план.  |                                         |                     |                               |                |
| 4 | «Засліплені» «Blindsided»               | Алекс Ґарсія Лопес  | Ловаа Нассердеен              | 19 жовтня 2018 |
| Поки Метт проникає у в’язницю, щоб знайти інформацію про албанців, Фіск підставляє Декса під приціл, а розлючений Фоґґі переходить в наступ.                     |                                         |                     |                               |                |
| 5 | «Ідеальна гра» «The Perfect Game»       | Джуліан Голмс       | Тоня Конґ                     | 19 жовтня 2018 |
| Щоб загасити зростаюче незадоволення щодо власного звільнення, Фіск пропонує ФБР козла відпущення. Декс відхиляється від курсу, коли зустрічає жінку з минулого. |                                         |                     |                               |                |
| 6 | «Знайомий диявол» «The Devil You Know»  | Стівен Сурджік      | Ділан Ґаллахер                | 19 жовтня 2018 |
| Доведений до відчаю, Декс не знає, що робити. Фіск пропонує йому вихід. Метт приходить до Карен за допомогою, яку вона погоджується надати за однієї умови.      |                                         |                     |                               |                |
| 7 | «Наслідки» «Aftermath»                  | Тоа Фрейзер         | Сара Штрейхер                 | 19 жовтня 2018 |
| Преса розпинає Шибайголову після нападу на Булетін, а агент Надім підозрює, що ФБР заплатило надто високу ціну за співпрацю з Фіском.                            |                                         |                     |                               |                |
| 8 | «Наверху й знизу» «Upstairs/Downstairs» | Алекс Закшевський   | Дара Рєзнік Крізі             | 19 жовтня 2018 |
| Зневірений Декс просить про допомогу, Метт укладає непросту угоду з агентом Надімом, а Карен придумує небезпечний план, щоб спровокувати Фіска.                  |                                         |                     |                               |                |
| 9 | «Одкровення» «Revelations»              | Дженніфер Лінч      | Ерік Олесон і Сем Ернст       | 19 жовтня 2018 |
| Коли Метт дізнається приголомшливу новину, його світ перевертається з ніг на голову. Карен рятується втечею. Надім виявляє, як далеко простягається вплив Фіска. |                                         |                     |                               |                |
| 10 | «Карен» «Karen»                         | Алекс Ґарсія Лопес  | Тамара Бечер                  | 19 жовтня 2018 |
| Рятуючись від Фіска й власних помилок минулого, Карен шукає притулку в церкві. Метт нарешті отримує шанс, а Декс іде на вбивство.                                |                                         |                     |                               |                |
| 11 | «Возз’єднання» «Reunion»                | Джет Вілкінсон      | Джим Данн і Дара Рєзнік Крізі | 19 жовтня 2018 |
| Декс намагається загнати свою здобич, Надіма мучить совість, а Фіск намагається повернути подарунок Ванесси, який забрали під час його ув’язнення.               |                                         |                     |                               |                |
| 12 | «Остання спроба» «One Last Shot»        | Філ Абрахам         | Сем Ернст                     | 19 жовтня 2018 |
| Довгоочікуване возз’єднання Фіска проходить не за планом. Нельсон і Мердок беруться за нового клієнта, який володіє ключовою інформацією про Кінґпіна.           |                                         |                     |                               |                |
| 13 | «Інша серветка» «A New Napkin»          | Сем Міллер          | Ерік Олесон                   | 19 жовтня 2018 |
| У фіналі сезону Метт готується перетнути межу, Декс стає ще небезпечнішим, ніж раніше, а Фіск реалізовує свій остаточний план.                                   |                                         |                     |                               |                |